# Бойко, Михаил Федосеевич
Михаи́л Федосе́евич Бо́йко (род. 1942) — украинский ботаник, бриолог и эколог, доктор биологических наук, профессор.

## Биография
Выпускник Луганского государственного педагогического института (1970; естественно-географический факультет). В 1970—1972 годах — ассистент кафедры ботаники, в 1972 году также руководитель биостанции и учебно-полевого лагеря «Ново-Ильенко».
С ноября 1972 года — аспирант, в 1975—1979 годах — научный сотрудник, заведующий лабораторией бриологии Института ботаники имени Холодного НАН Украины.
С декабря 1979 года — старший преподаватель, с 1983 по 2004 год — заведующий кафедрой ботаники, а с 2004-го — профессор кафедры ботаники Херсонского государственного университета.
Основатель и главный редактор профессионального издания «Черноморский ботанический журнал» и сборника научных работ «Метода (Наука и методика)». Известные ученики — Ходосовцев О. Е., Мойсиенко И. И., Мельник Р. П., Загороднюк Н. В.

## Научное наследие
В активе ученого более 470 научных трудов, в том числе:
- Монографии:
  - Бойко М.Ф, Москов Н. В., Тихонов В. И. Растительный мир Херсонской области. — Симферополь: Таврия, 1987. — 144 с.
  - Природа Херсонської області /Аліфанов О. П., Бойко М. Ф., Бойко В. М., Котовський І.М., Русіна Л. Ю., Фентісова Т.O., Чорний С. Г. (Відп. редактор М. Ф. Бойко). — К.: Фітосоціоцентр, 1998. — 120 с. ISBN 966-7459-04-5
  - Бойко М. Ф., Подгайний М. М. Червоний список Херсонської області. — Херсон: Айлант, 1998. −32 с.; 2002 (2-е видання, перероблене та доповнене). — Херсон: Терра. — 28 с.
  - Бойко М. Ф. Анализ бриофлoры степной зоны Европы. — К.: Фитосоциоцентр, 1999. — 180 с. ISBN 966-7459-29-2
  - Бойко М. Ф. Мохообразные в ценозах степной зоны Европы. — Херсон: Айлант,1999. — 160с. ISBN 966-7403-62-3
  - Работягов В. Д., Свиденко Л. В., Деревянко В. Н., Бойко М. Ф. Эфиромасличные и лекарственные растения, интродуцированные в Херсонской области (эколого-биологические особенности и хозяйственно-ценные признаки). — Херсон: Айлант, 2003. — 288 с. ISBN 966-630-018-4
  - Ильницкий О. А., Бойко М. Ф., Федорчук М. И. и др. Основы фитомониторинга. — Херсон: Айлант, 2005. — 345 с. ISBN 966-630-009-5
  - Бойко М. Ф. Чекліст мохоподібних України. — Херсон: Айлант, 2008. — 232 с. ISBN 978-966-630-007-5
  - Бойко М. Ф. Мохоподібні степової зони України. — Херсон: Айлант, 2009. — 264 с. ISBN 978-966-630-001-3
  - Boiko M.F., Virchenko V. M. et al. Red Data Book of European Bryophytes. — Trodheim, 1995. — 291 p. ISBN 82-993645-0-7
  - Бойко М. Ф. Червоний список мохоподібних України.- Херсон: Айлант.- 2010.- 94 с. ISBN 978-966-630-002-0
  - Гапоненко М. Б., Лебеда А. П., Альохін К. М., Баглай К. М., Бойко М. Ф. та ін. Каталог раритетних рослин ботанічних садів і дендропарків України / За ред А. П. Лебеди.- Київ: Академперіодика, 2001.- 184 с. ISBN 978-966-360-173-1
  - Бойко М. Ф., Дерев’янко В. М., Дерев’янко Н. В., Загороднюк Н. В., Мельник Р. П., Мойсієнко І.І., Корольова О. В., Сушинська Н.І., Ходосовцев О.Є. Чекліст рослин і грибів Ботанічного саду Херсонського державного університету. — Херсон: Айлант, 2011. — 108 с. ISBN 978-966-630-042-6
  - Вакаренко Л. П., Бойко М. Ф. та ін./ Ред. Д. В. Дубина, Я.І.Мовчан /Екомережа степової зони України: принципи створення, структура, елементи.- К.: LAT& K.,2013/- 409 c.
  - Червоний список Херсонської області (2013)/Бойко М. Ф., Мойсієнко І. І., Ходосовцев О. Є./Рішення ХХVI сесії Херсонської обл. ради № 893 від 13.11.2013 р.- Херсон.- 13 с.
  - Ходосовцев О.Є., Мойсієнко І.І., Бойко М. Ф., Кунц Б., Загороднюк Н. В., Дармостук В. В., Захарова М. Я. Клименко В. М., Дайнеко П. М., Малюга Н. Г. (2019). Старовинні забуті парки Херсонщини. Херсон: Видавничий Дім «Гельветика».300 с. 409 c.
  - Мойсієнко І.І.,Ходосовцев О.Є., Пилипенко І.О., Бойко М. Ф., Мальчикова Д. С., Клименко В. М.,ПономарьоваА.А., Захарова М. Я., Дармостук В. В. (2020). Перспективні заповідні об'єкти Херсо нської області. Херсон: Видавничий Дім «Гельветика» 166 c.DOI:10.32782/978-966-992-049-2/1-166

- учебники:
  - Бойко М. Ф. Ходосовцев О.Є. Мохоподібні та лишайники. — Херсон: Айлант, 2001. — 68 с.
  - Бойко М. Ф. Чорний С. Г. Екологія Херсонщини. — Херсон: Терра, 2001. — 186 с. ISBN 966-7976-10-6
  - Ботаніка. Систематика несудинних рослин. Бойко М. Ф. Навч. пос.- К.: «Видавництво Ліра-К», 2013—276 с. ISBN 978-966-2609-39-4.
  - Бойко М. Ф. Методика дослідження мохоподібних.- Навч.пос. — Херсон: "Видавництво «Вишемирський», 2018—112 с.
  - Ботаніка. Ботаніка. Водорості та мохоподібні. Бойко М. Ф. Підручник- К.: «Видавництво Ліра-К», 2019—272 с. ISBN 978-966-2609-39-4.
- статьи по изучению мохообразных, грибов, раритетных видов высших сосудистых растений, эфиромасличных растений, охраны природы, фитомониторинга, методики преподавания фитобиологии.

Автор статей в Красной книге Украины, Географической энциклопедии Украины, Экологической энциклопедии Украины, Энциклопедии современной Украины, Red Data Book of European Bryophytes. В честь М. Ф. Бойко названы лишайник — канделариелла Бойко (Candelariella boykii  Khodosovtsev,S. Kondr.& Karnef.).
Новые для науки таксоны моховидных (new for science taxa bryophytes):
- Lazarenkia Boiko (Lazarenkia kozlovii (Lazar.) Boiko;
- Aulacomnium arenopaludosum Boiko;
- Syntrichia ruralis (Hedw.) F.Weber& Mohr var. polysporogonica Boiko;
- Riccia rhenana Lorbeer var. violacea M.F.Boiko;
- Leptobryum pyriforme (Hedw.) Wils. f. multigemmiferum Boiko;
- Pseudoleskeella nervosa (Brid.) Nyh. f. emarginata Boiko;
- Amblystegium riparium (Hedw.) B.,S.& G. f. bifidinervium Boiko.
- Leptodictyum ripárium (Hedw.) Warnst. var. ramificatinervosum Boiko

## Награды
Заслуженный деятель науки и техники Украины. Почетный член Украинского ботанического общества. Почетный профессор Херсонского государственного университета. Знак МОН Украины «За научные достижения», Почетная грамота Министерства обр азования и науки Украины, Диплом Европейской награды Генри Форда за сохранение природной среды, Почетная грамота Главы Херсонской облгосадминистрации и др.